# Kristijan Krog
Kristijan Krog (13. avgust 1852 – 16. oktobar 1925) bio je norveški slikar, ilustrator i novinar.

## Biografija
Kristijan Krog je bio sin advokata i državnika Georg Anton Kroga (1817-1873) i unuk ministra Kristijana Kroga (1777-1828). Studirao je pravo na Univerzitetu u Oslu (tada Kristijanija) od 1869-73. godine, a školovao se i u Nemačkoj u Umetničkoj školi u Badenu u Karlsruheu kod Hansa Guda. Kasnije je radio u Parizu od 1881. do 1882. godine.
Najviše su ga inspirisale ideje realista, tako da je dosta slikao motive iz svakodnevnog života - često njegove tamnije strane i vulnerabilne grupe. Posebno su poznate njegove slike prostitutki. Prostitucija je i predmet njegovog romana Albertina iz 1886. godine, koji je izazvao skandal i bio konfiskovan od strane policije kada je prvi put objavljen. Zbog takvog stila je postao vodeća figura tokom prelaska iz romantizma u naturalizam, a njegovo slikarstvo karakteristično za taj period norveške umetnosti. Tokom svog periodičnog boravka u Skagenu, gde je prvi put bio 1879. godine, imao je veliki uticaj na Ani i Mihael Anker, a bio je i podrška Edvardu Munku u njegovim počecima.
Krog je osnovao boemski časopis Impressionisten iz 1886. godine. Zatim je od 1890. do 1910. godine radio kao novinar za Verdens Gang iz Osla gde je uglavnom pisao portrete. Kasnije je postao profesor i direktor na Norveškoj akademiji umetnosti (1909-1925).
- Portrait of the Painter Gerhard Munthe
- Oda Krohg (Portrait of Oda Krohg. 1886)
- Selvportrett med staffeli (Self-portrait with easel. 1912)
- Selvportrett i kurvstol (Self-portrait in chair. 1917)

## Galerija
- Albertine i politilægens venteværelse (Albertine at the Police Doctor's Waiting Room, 1885–87)
- Sovende mor med barn (Sleeping mother with child. 1883)
- Håret flettes (The hair is being braided. 1882)
- Trett (Tired. 1885)
- Leiv Eriksson oppdager Amerika (Leif Erikson discovers America. 1893)
- Babord litt (Port side. 1879)
- Silda Kommer (Herring upcoming)
- 17 mai 1893 (May 17, 1893)

## Napomene
1. ↑  Haverkamp, Frode. Hans Fredrik Gude: From National Romanticism to Realism in Landscape (на језику: Norwegian). trans. Joan Fuglesang.

## Literaturi
- Thue, Oscar Christian Krohg (Aschehoug, 1997)
- Thue, Oscar Christian Krohgs portretter (Gyldendal, 1971)

## Spoljašnje veze
- Christian Krohg and Skagen
- Digitized books by Christian Krohg at National Library of Norway
- Christian Krogh на сајту Пројекат Гутенберг (језик: енглески)
- Kristijan Krog на сајту Internet Archive (језик: енглески)